# مأمور آمبرلا

سرگئی ولادیمیر: آیا تو فکر می‌کنی که من بی ملاحظه هستم؟

مأمور: شما رایانه‌ای که هستهٔ شرکت محسوب می‌شود را ربودید. من نمی‌خواهم بگویم که این دقیقاً کار درستی بود.

مأمور آمبرلا شخصیتی در سری رزیدنت ایول است که نام آن مشخص نیست. او از قرار معلوم دارای رتبهٔ بالایی در میان مأموران اجرایی شرکت آمبرلا بود و با سرگئی ولادیمیر همراه شده بود. او ظاهراً متصدی اجرای برخی پروژه‌های شرکت آمبرلا در شهر راکون نیز بود.
- حضور او در این سری: رزیدنت ایول: تاریخچه آمبرلا.